# Perizoma planicolor
Perizoma planicolor är en fjärilsart som beskrevs av Barend J. Lempke 1969. Perizoma planicolor ingår i släktet Perizoma och familjen mätare. Inga underarter finns listade i Catalogue of Life.